# Jaime Chavín
Jaime Carlos Chavín (25 de julio de 1899; Concepción del Uruguay, Argentina - 20 de julio de 1971; Buenos Aires, Argentina) fue un exfutbolista argentino que se desempeñaba como delantero.

## Clubes
| Club                 | País      | Año         |
| -------------------- | --------- | ----------- |
| Huracán              | Argentina | 1916 - 1919 |
| River Plate          | Argentina | 1920        |
| Huracán              | Argentina | 1921        |
| River Plate          | Argentina | 1922        |
| San Telmo            | Argentina | 1923 - 1925 |
| Argentino de Quilmes | Argentina | 1926        |